# Place Simon-et-Cyla-Wiesenthal
La place Simon-et-Cyla-Wiesenthal est une place située dans le 10e arrondissement de Paris. 

## Situation et accès
Elle est située à l'intersection entre la rue Juliette-Dodu et la rue de la Grange-aux-Belles.

## Origine du nom

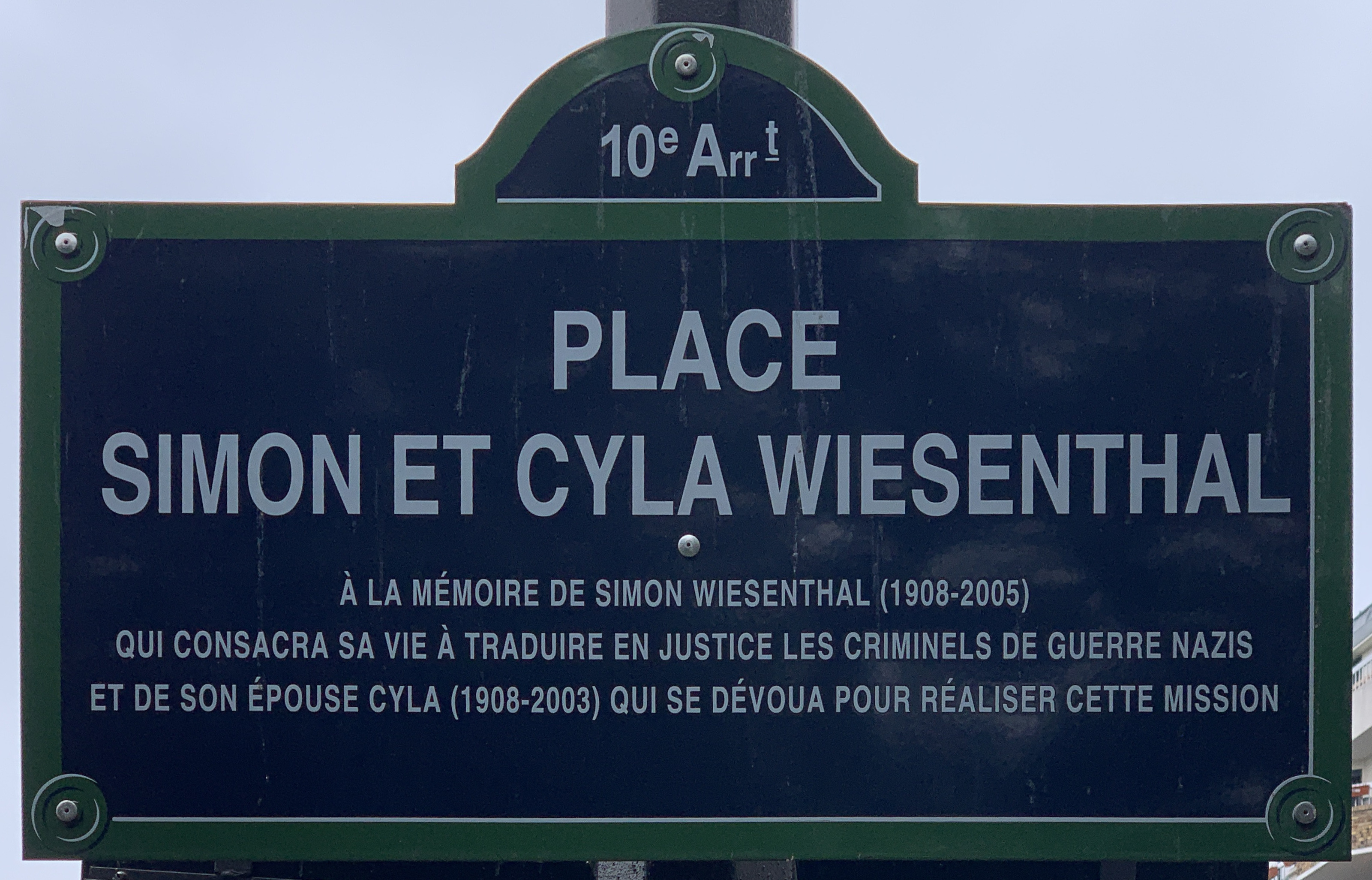
Plaque de la place.

La place porte le nom des chasseurs de nazis Simon Wiesenthal et de son épouse Cyla Wiesenthal qui l'aida dans ses actions.

## Historique
La place prend son nom et est inaugurée le 20 septembre 2016 (onzième anniversaire de la mort de Simon Wiesenthal), en présence de la fille de Simon et Cyla Wiesenthal, Paulinka Wiesenthal-Kreisberg,,.
Une plaque est apposée comportant l'inscription suivante :

« À la mémoire de Simon Wiesenthal (1908-2005) qui consacra sa vie à traduire en justice les criminels de guerre nazis et de son épouse Cyla (1908-2003) qui se dévoua pour réaliser cette mission »